# 田中規子
田中 規子（たなか のりこ、1975年9月4日 - ）は、日本の元女優。活動当時はオスカープロモーションに所属していた。

## 略歴
1988年に行われた第2回全日本国民的美少女コンテストに出場し、演技コンテスト部門賞を受賞。その後1年間、宮崎と東京を往復してレッスンに通い、翌年に上京する。
1991年、『エバラ家の人々』で映画初出演。
1993年、東映特撮ドラマ『有言実行三姉妹シュシュトリアン』に山吹家の長女・山吹雪子役で主演。次女の月子より背が低く作中は高校の制服でいることが多かった。
1994年、『シュシュトリアン』の三姉妹役で共演した広瀬仁美がレギュラー出演していた『忍者戦隊カクレンジャー』の第35話『おしおき三姉妹』に、同じく三姉妹役で共演した石橋けいと共にゲスト出演し、『シュシュトリアン』のパロディを演じた。この時点で一度ロングヘアをばっさり切ってショートカットにしていた。
2005年頃に芸能界を引退。
引退後は表舞台に長らく姿を見せていなかったが、2018年7月に『シュシュトリアン』で共演した広瀬仁美の主催したイベント『白雪姫外伝』にゲスト出演し、25年ぶりの再会を果たした。

## 出演

### テレビドラマ
- 転生（1991年8月12日 - 23日、毎日放送）- さくらづかれいこ・藤森レナ 役
- むしの居どころ（1992年、NHK）
- 有言実行三姉妹シュシュトリアン（1993年1月 - 10月、フジテレビ）- 山吹雪子 役
- 忍者戦隊カクレンジャー「おしおき三姉妹」（1994年、テレビ朝日）- 山咲雪代 役
- 宝引の辰捕者帳（1995年、NHK）
- 金田一少年の事件簿SP（1995年4月、日本テレビ）- 青山ちひろ 役
- Change!（1995年7月 - 8月、朝日放送）
- 3年B組金八先生 第4シリーズ 第8話（1995年11月30日、TBS）
- 元気をあげる〜救命救急医物語（1996年1月 - 2月、NHK）
- 冬の刺客（1996年3月、テレビ朝日）
- 快刀!夢一座七変化 第13話（1997年2月、テレビ朝日）- お八重 役
- ウルトラマンティガ 第29話（1997年3月22日、毎日放送）- クルス・マヤ 役
- 水戸黄門 第25部 第34話（1997年8月、TBS）
- 星獣戦隊ギンガマン 第10話・46話・最終話（1998年 - 1999年、テレビ朝日）- ミハル 役
- はみだし刑事情熱系 パート2「東京〜札幌〜小樽 愛と復讐の銃弾」（1998年10月、テレビ朝日）
- tears「弟」（1998年12月、テレビ朝日）
- 西村京太郎サスペンス 新春特別版「寝台急行銀河殺人事件」（1999年1月、TBS）- 小山内ユリカ 役
- ボーダー 犯罪心理捜査ファイル（1999年2月、日本テレビ）
- 火曜サスペンス劇場「追跡 6」（1999年9月、日本テレビ）- 松永昌子 役
- 救命病棟24時 第1話（2000年、フジテレビ）
- 北アルプス山岳救助隊・紫門一鬼（2001年、テレビ東京／BSジャパン）
- 盤嶽の一生 第8話「男と女」（2002年、フジテレビ）- お糸 役
- 刑事☆イチロー（2003年、TBS）

### 映画
- エバラ家の人々（1991年11月、アドアール）[3]
- 風の中のスクラム（1996年、企画：大阪市大阪市教育委員会、製作：虹映社、配給：東映）- 佐古千代 役[4]
- ひみつの花園（1997年2月、東宝）- 鈴木美香 役
- ちぎれ具も＜いつか老人介護＞（1998年11月、あすなろ映画／フィルム・クレッソ）- 矢部直子 役
- 修羅がゆく 10 〜北陸代理決戦〜（1999年、東映ビデオ）- 神先恭子 役

### バラエティ番組
- 夕食ばんざい（1994年、フジテレビ）
- ネオバラエティ マカデココ（1994年12月、テレビ朝日）
- ザ・スターボウリング（1995年10月、テレビ東京）
- 土曜スペシャル「秋色の北海道 小さな名所・味な旅」（1999年11月、テレビ東京）

### オリジナルビデオ
- 用心坊 極道狩り（1994年10月、東映ビデオ）
- 平成極道伝 外道は殺れ！（1997年2月、東映ビデオ）
- 攻略王 確変突入！エクスタシー打法（1999年1月、ベンチャーフィルム）
- 攻略王2 爆発御礼！データ王略打法（1999年1月、ベンチャーフィルム）
- ウルトラセブン1999最終章6部作 第4話（1999年11月、円谷プロダクション）- 乙姫 役

### 舞台
- XY+Z（新宿・シアターアプル）

### CM
- トヨタ自動車 カムリ
- ネスレ日本 キットカット
- 三井不動産
- 郵政省 郵便貯金 ゆうちょ
- 九州電力 - イメージガール
- 集英社 マーガレット
- 森永製菓 小枝（1990年）
- TDK ハイコンタクトビデオテープ、HGニュースーパーストロング（1990年）
- 日立 ネオビジョン（1992年4月 - 5月）
- SONY ビデオデッキ（1994年）
- ファンケル（1999年11月）
- ミスタードーナツ（2000年2月）
- J-PHONE東海（2000年5月）
- コシナ（2000年11月）- フォトモデル

### ポスター
- 法務省「社会を明るくする運動」（1995年）[5]
- 労働省「全国労働衛生週間」（2000年10月）[6]